# Цзян Вэнье
Цзян Вэнье (кит. 江文也, пиньинь Jiāng Wényě, 11 июня 1910, префектура Тайхоку, Японская империя — 24 октября 1983) — китайский композитор.

## Биография
Цзян Вэнье родился в 1910 году в Тайбэе, его родители происходили из народа хакка и занимались торговлей. В 1917 году он был отправлен в японскую школу в Сямыне, а в 1923 году переехал в Японию. В 19 лет он поступил в Технологический институт в Мусасино, где изучал электротехнику. В это же время Цзян начал заниматься музыкой и после выпуска из института полностью посвятил себя искусству.
В 1933 году Цзян получил место баритона в опере Фудзивары, где исполнял роли второго плана. Тогда же он начал изучать композицию с Косаку Ямадой. В 1936 году с пьесой «Формозанский танец» op. 1 Цзян участвовал в программе конкурса искусств Олимпийских игр, где получил поощрительный приз.
В 1935 году в Токио Цзян познакомился с композитором Александром Черепниным, в то время работавшем в Китае. Черепнин считал, что модернистская музыка невозможна без создания национального стиля, поэтому китайским композиторам следует не столько подражать европейским образцами, сколько обращаться к музыкальным традициям Китая. Идеи Черепнина не получили широкого признания в Китае, но повлияли на творчество Цзяна.
В 1938 году Цзян, получив предложение о преподавательской работе в педагогическом университете Пекина, переехал в Китай. В то время Пекин находился под оккупацией Японии, и Цзян жил там, пользуясь привилегиями японского подданного. В этот период он сотрудничал с коллаборационистским движением, сочиняя песни в поддержку японской политики. После окончания войны композитор был арестован и провёл в заключении десять месяцев.
После взятия Пекина в 1949 году силами коммунистической партии Цзян остался в Китае и в 1950 году получил место преподавателя в консерватории Тяньцзиня. В 1957 году Цзян подвергся критике за «правый уклон» и был лишён работы преподавателя. В ходе событий культурной революции композитор был отправлен на «перевоспитание» в школу кадров 7 мая, откуда был освобождён в 1973 году. Был реабилитирован в 1978 году. В мае 1978 года Цзян перенёс инсульт. Последние годы жизни он провёл прикованным к постели и умер в 1983 году.

## Творчество

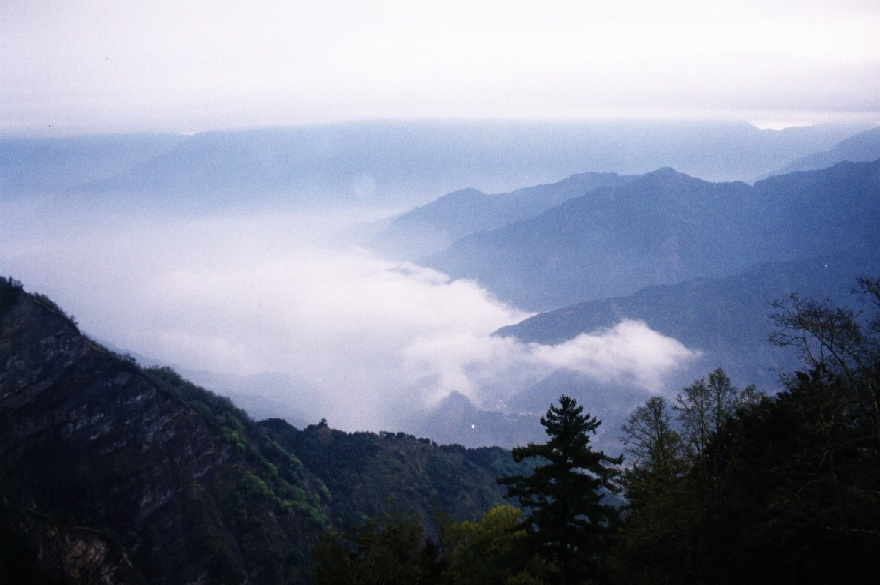
Вид с хребта Алишань

Авторству Цзяна Вэнье принадлежат оркестровые произведения, фортепианные сонаты, песни для голоса и фортепиано (их композитор написал более ста пятидесяти), а также музыка для двух кинофильмов. Первые оркестровые работы композитора были проникнуты ностальгией по Тайваню и выполнены в импрессионистической манере. К китайской музыке композитор впервые обратился лишь в 1935—1936 годах, воссоздав звучание инструментов эрху и пипы в Шестнадцати багателях для фортепиано op. 8.
После переезда в Пекин Цзян погрузился в изучение музыкальной традиции конфуцианства. Результатом его исследований стала оркестровая пьеса «Музыка конфуцианского храма» op. 30, форма которой воспроизводила порядок конфуцианских ритуалов поминовения, а мелодика была целиком основана на пентатонических ладах. В этот же период Цзян писал музыку на тексты классической китайской поэзии, аранжировал классические и народные песни.
После окончания войны, пережив тюремное заключение, композитор обратился к христианской духовной музыке. Гимны, которые Цзян создавал на основе мелодий традиционной китайской музыки, исполнялись католическими хорами Пекина. В последние годы Цзян работал над пьесой «Голос Алишань», вновь обратившись к образу Тайваня. Из-за болезни композитора эта работа осталась незавершённой.